# (90820) McCann
(90820) McCann est un astéroïde de la ceinture principale.

## Description
(90820) McCann est un astéroïde de la ceinture principale. Il fut découvert le 20 septembre 1995 à Haleakala par l'observatoire AMOS. Il présente une orbite caractérisée par un demi-grand axe de 2,67 UA, une excentricité de 0,12 et une inclinaison de 9,5° par rapport à l'écliptique.

## Compléments